# 空訕縣
空訕縣（發音：[kʰlɔ̄ːŋ sǎːn]）是泰国曼谷的50個區之一，位于昭披耶河西岸, 与它邻近的县依顺时针方向从北开始为：拍那空县、三攀他旺縣、挽叻縣、沙吞縣、曼柯廉縣以及吞武里縣（同在昭披耶河西岸）。

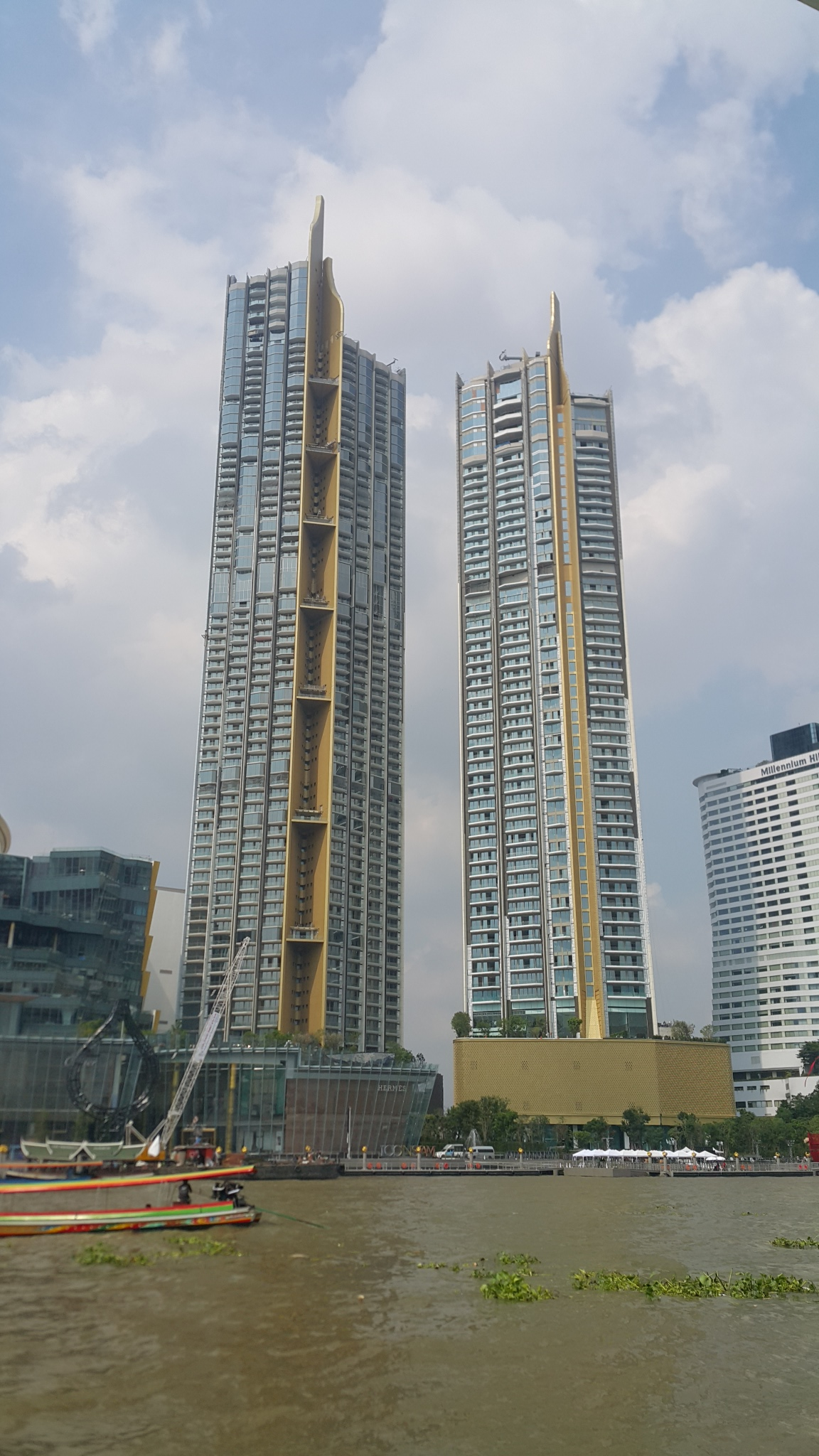

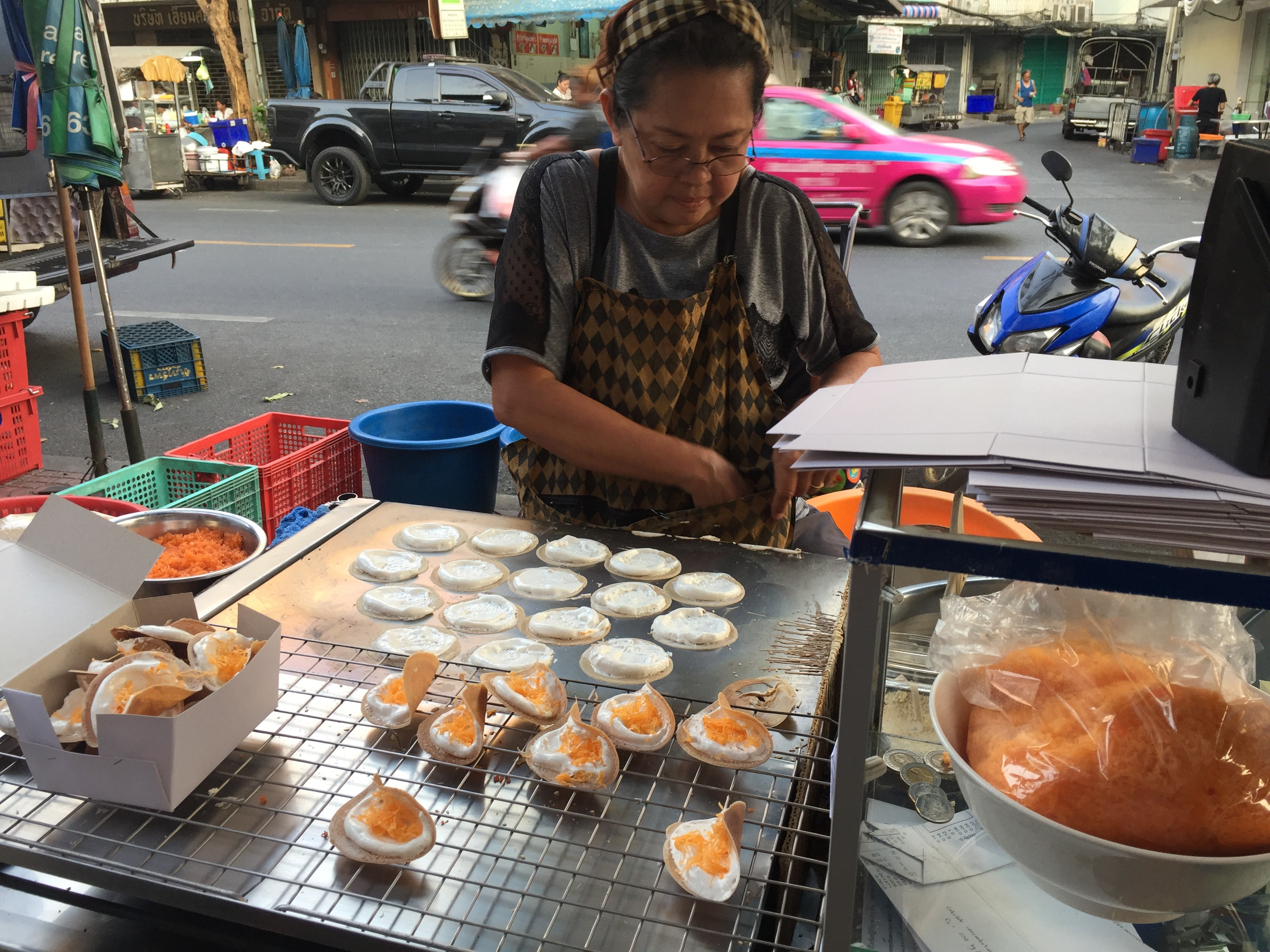
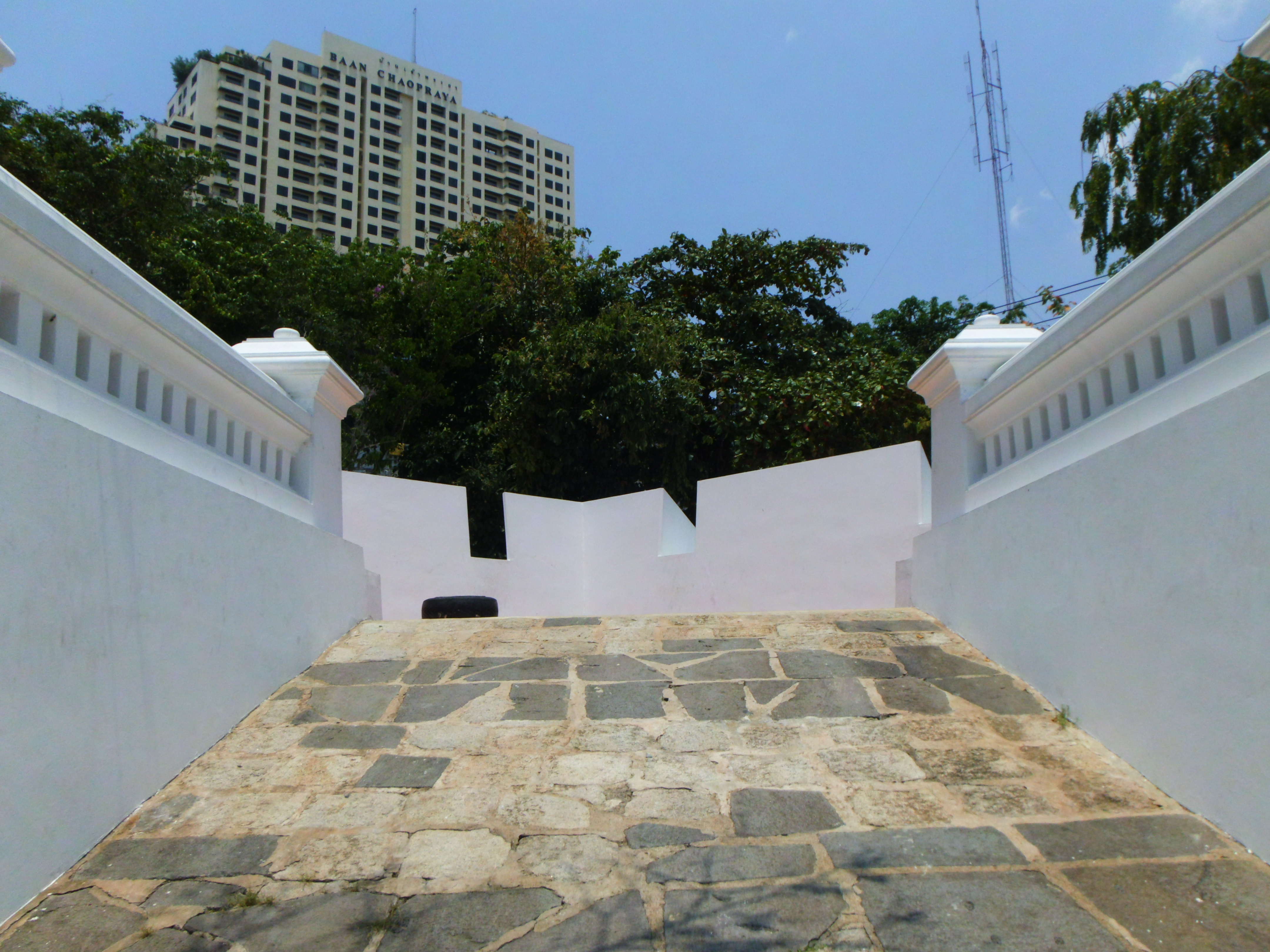
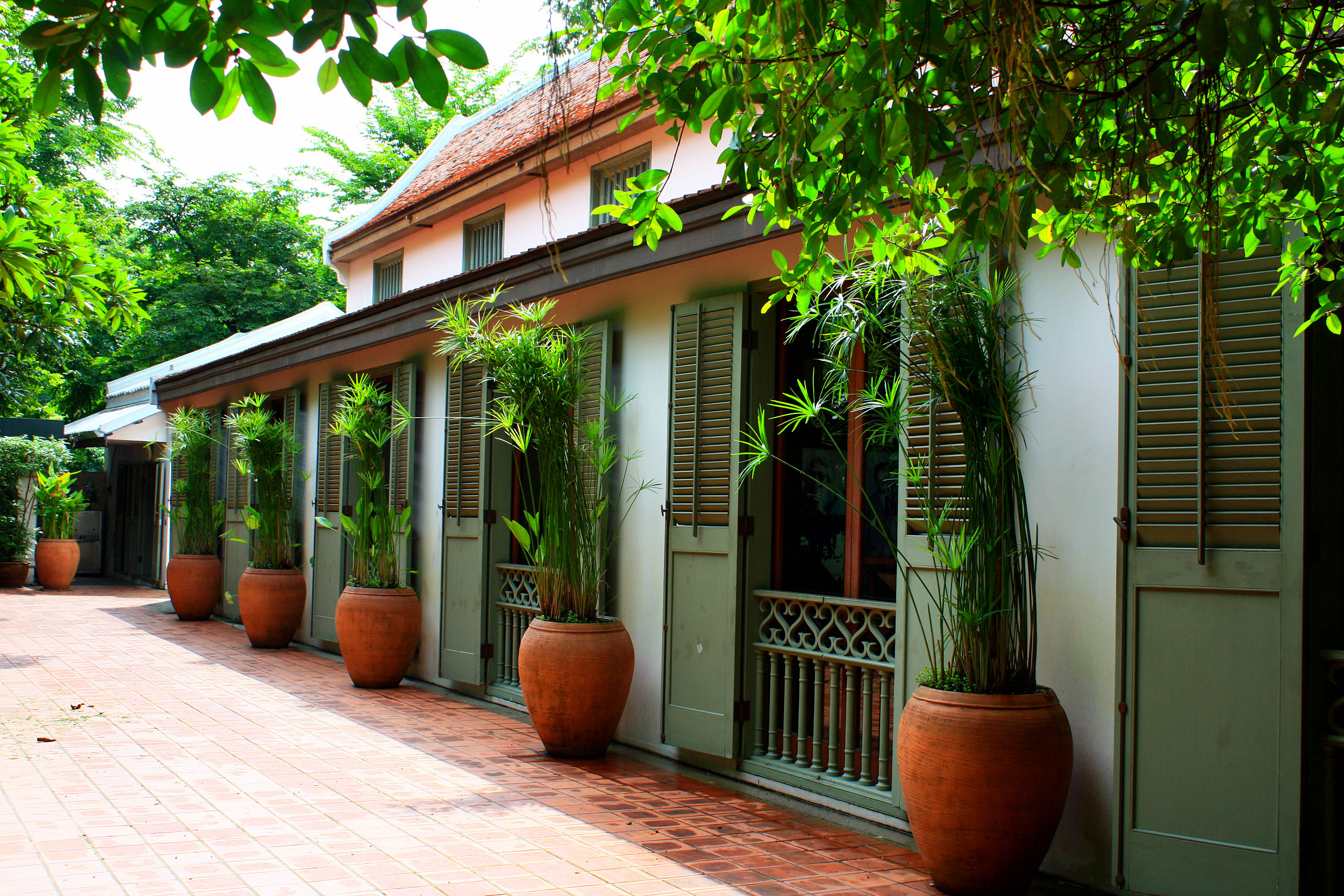
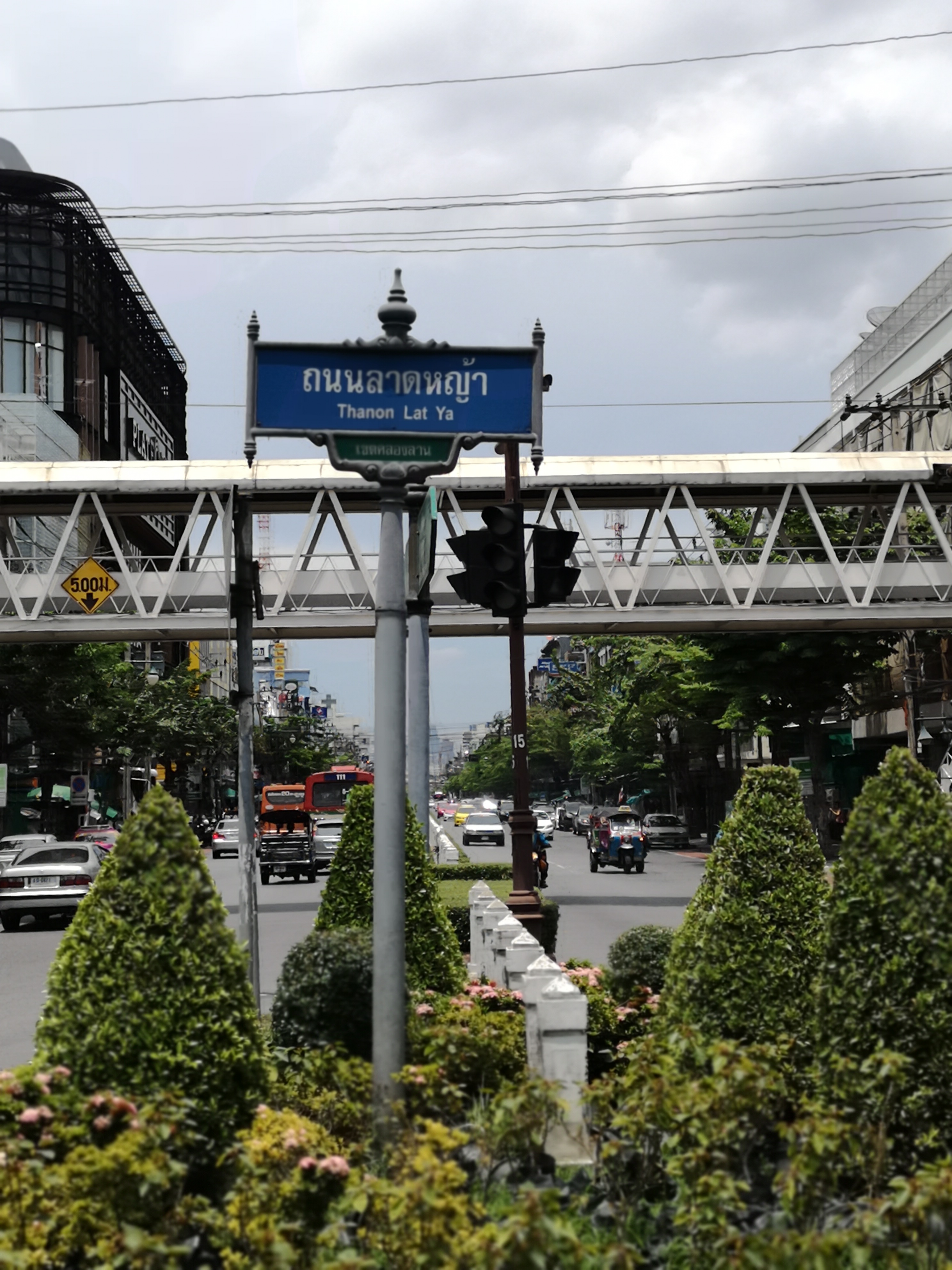
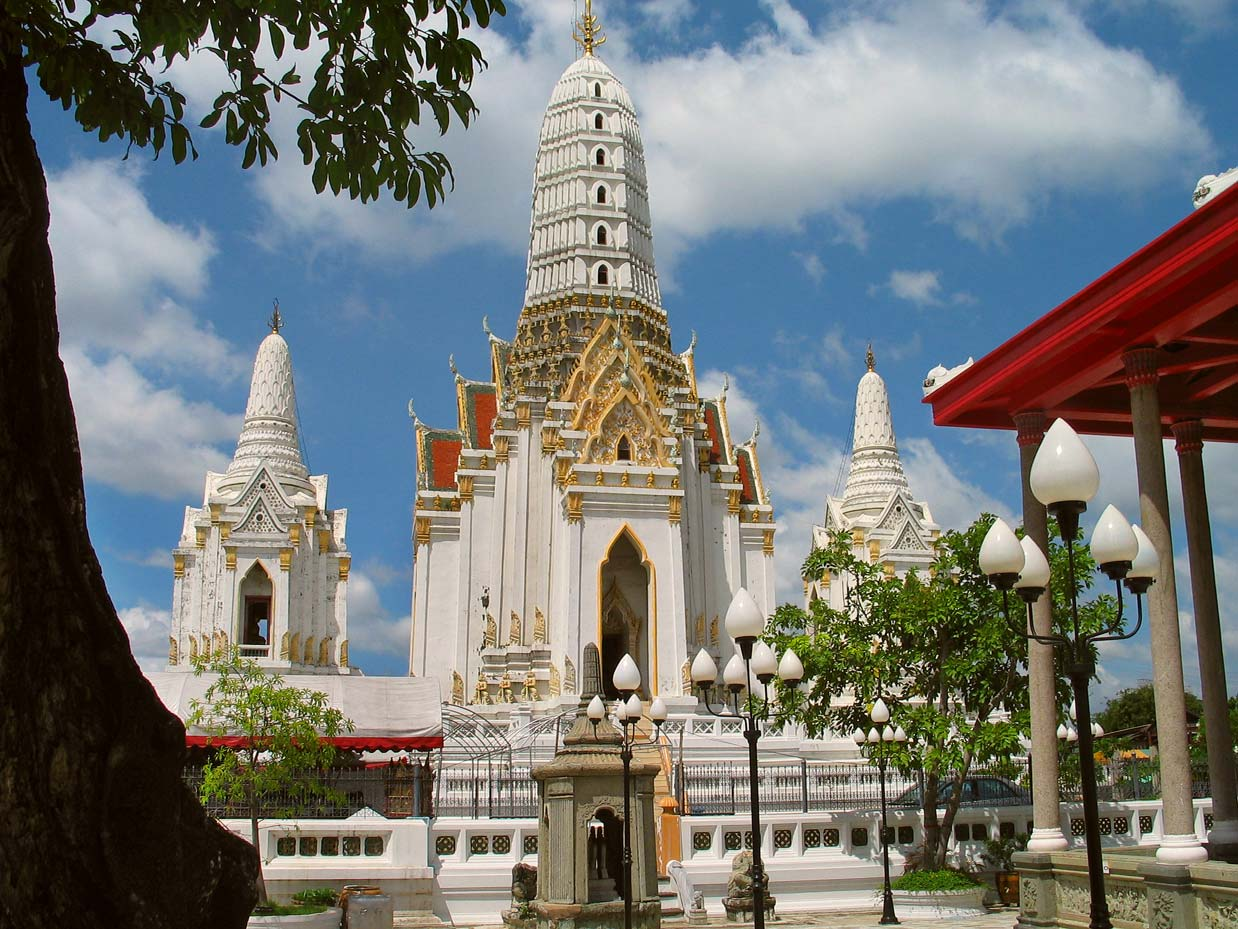
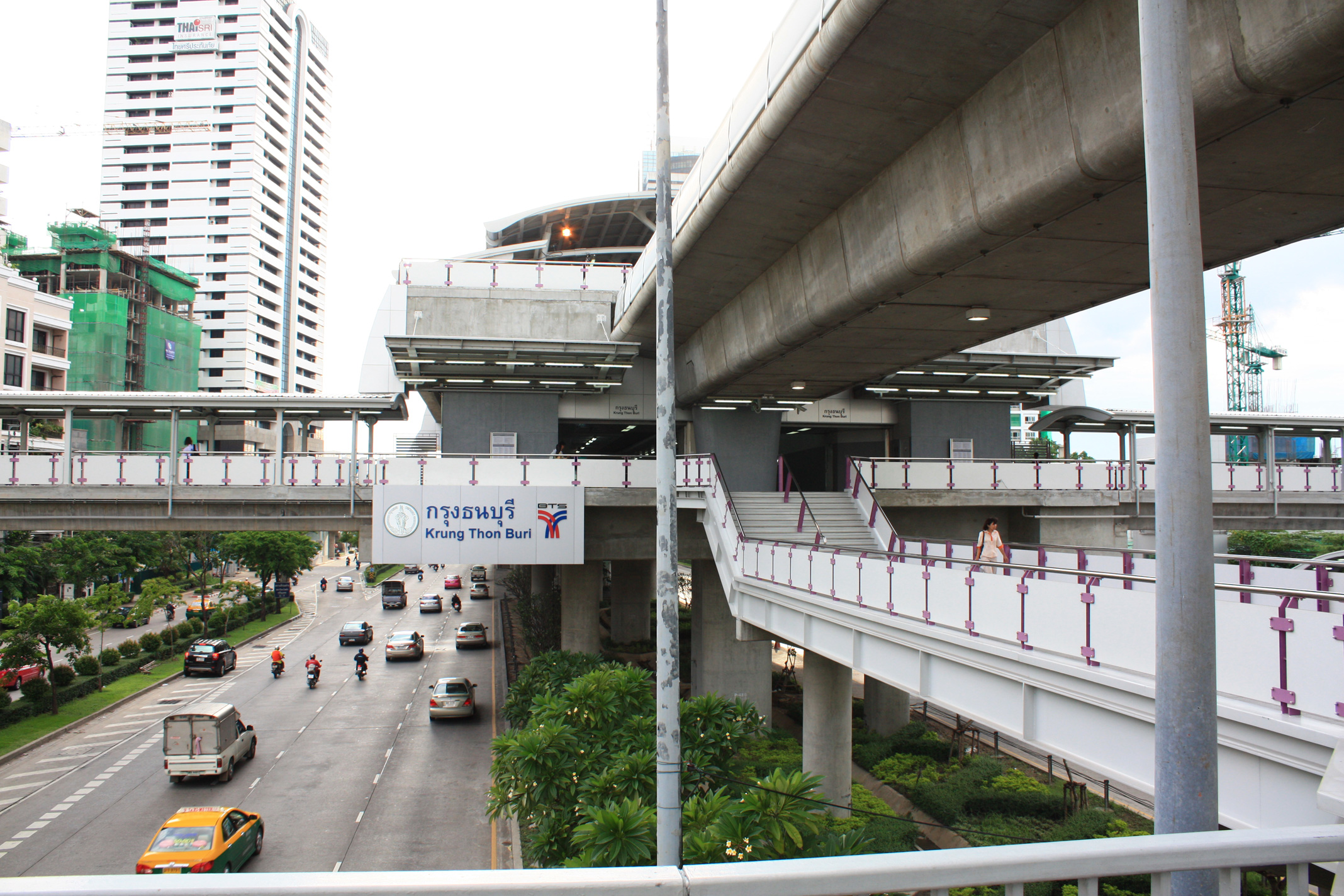
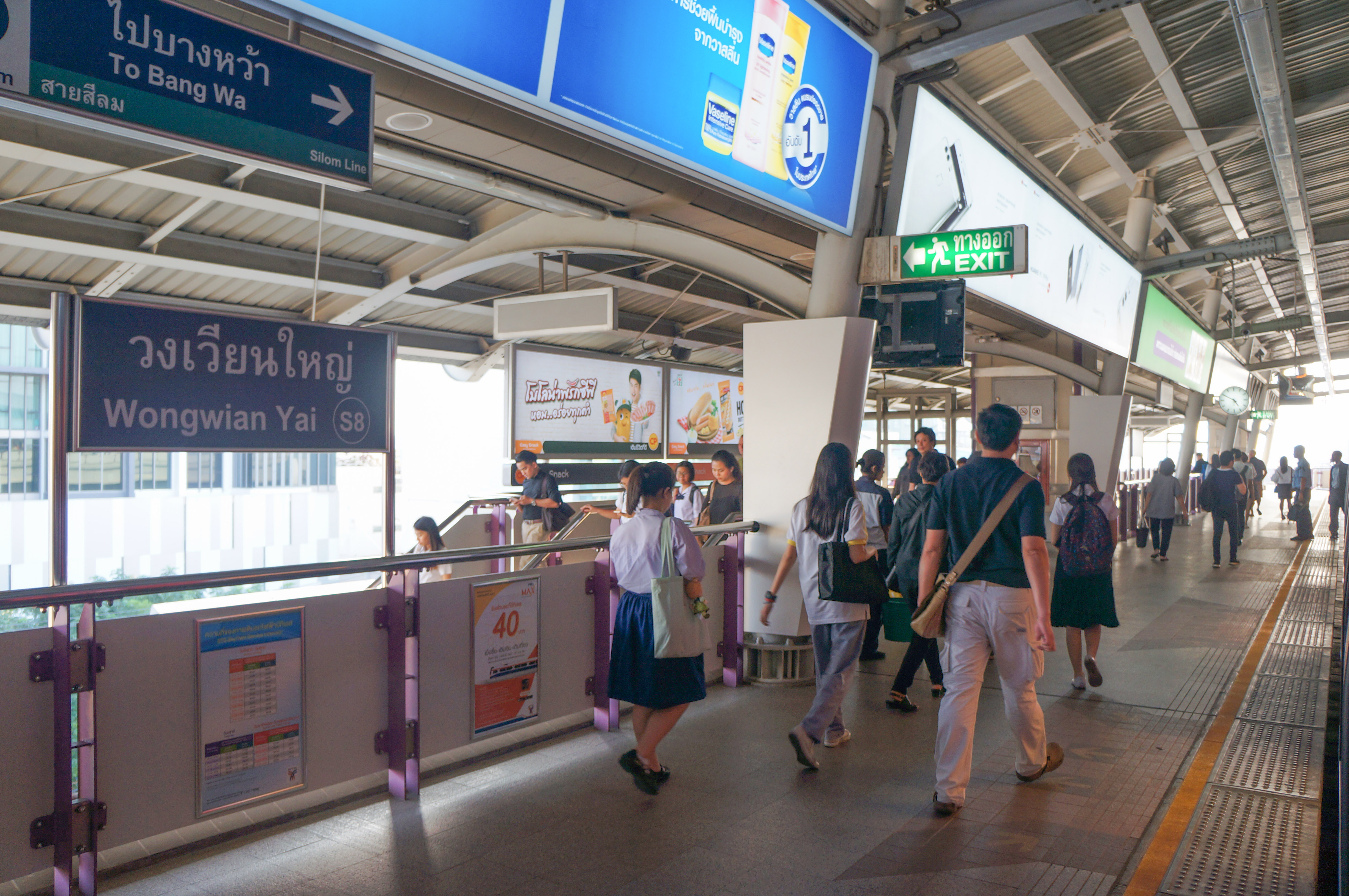
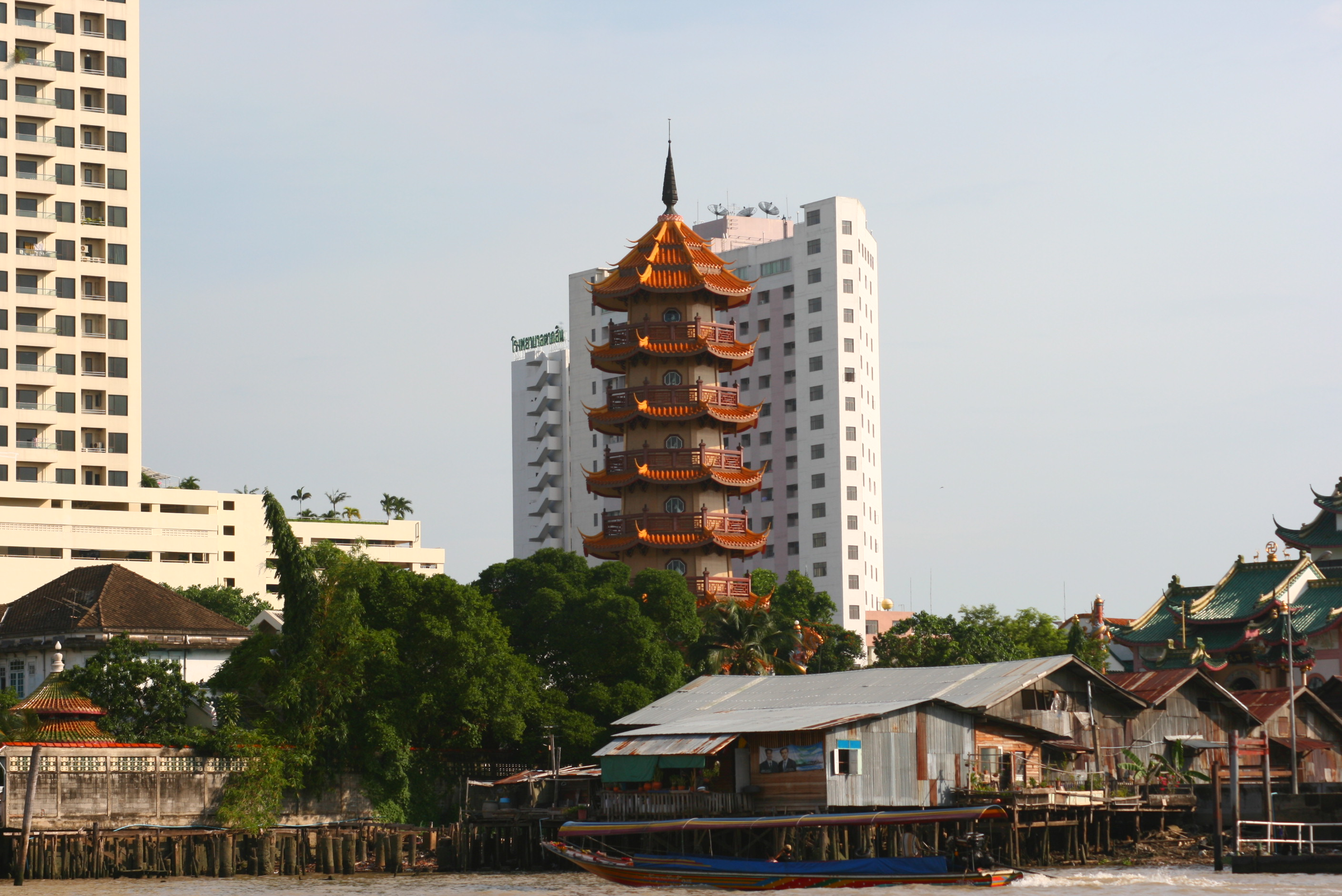